# Reason (software)
Reason es un software musical desarrollado por Propellerhead Software. Emula sintetizadores, samplers, procesadores de señal, secuenciadores, mesa de mezclas, etc. Se suele usar como estudio virtual o como una colección de instrumentos virtuales para ser usados en vivo o con otro software secuenciador.Tiene la opción de usarse con un controlador midi.
Además de ser una herramienta muy útil y vanguardista, cada ciertos ciclos este programa de audio incorpora nuevas versiones con mejoras innovadoras, las cuales proporcionan nuevas herramientas para aumentar las posibilidades creativas de quienes prefieren, en su mayoría, llevar la música de la mano de la tecnología.
Hoy existe la versión 12.5.
Los formatos de audio más usados en este programa, son aiff y wav, como los más conocidos y más a nivel de tecnomusicos son los Rex2, los cuales pueden ser editados a partir de archivos de audio comunes y llevados a ese formato para poder manejarlos en Reason a nivel de Sampler o Loop.
Otro programa para edición de estos Archivos Rex2 es Recycle y pertenece a la misma fábrica de Reason.

## General
La versión 1.0 de Reason fue lanzada en noviembre de 2000. El diseño del programa imita un rack de estudio dentro del cual los usuarios pueden insertar dispositivos virtuales tales como instrumentos, procesadores de efectos y mezcladoras. Estos módulos pueden ser controlados desde el secuenciador Midi integrado a Reason o desde otras aplicaciones secuenciadoras tales como Pro Tools, FL Studio, Logic, Digital Performer, Ableton, Cubase y GarageBand a través del protocolo ReWire de Propellerhead.
En la versión 3.0, los módulos disponibles incluían:
- Subtractor: Un sintetizador substractivo.
- Malström: Un sintetizador granular.
- NN-19: Un sampler digital estándar. Carga sonidos instrumentales pregrabados y sonidos vocales.
- NN-XT: Un sampler digital avanzado. Incluye la opción de ajustar los parámetros de modulación, de oscilación y de filtro de un sample o parche precargado.
- Dr Octo Rex: Un dispositivo para reproducir loops musicales, mejora del antiguo Dr. Rex, el cual divide los samples pregrabados en unidades manejables. Sólo disponible en la versión 5.0.
- Redrum: Una caja de ritmos con un secuenciador de 64 pasos. Permite la reproducción de una librería de samples de percusiones y efectos pregrabados.
- Kong Drum Designer: Emulador de MPC Akai. Cuenta con 16 pads. Disponible desde la versión 5.0.

El sonido de estos dispositivos puede ser canalizado a través de uno de los dos dispositivos de mezcla, o a través de utilidades de fundido y separación. Los efectos incluyen distorsión, reverberación, chorus, un vocoder y efectos de masterización. El dispositivo Combinator, implementado en la versión 3.0, permite a los usuarios combinar múltiples módulos dentro de uno sólo. Otro dispositivo conecta a Reason con el ahora descontinuado ReBirth de Propellerhead.
La interfaz de Reason incluye el comando Toggle Rack, que muestra la parte posterior. Aquí los usuarios pueden conectar cables de audio y control de una pieza de equipo a otra en una cantidad casi ilimitada de modos. Esta interfaz de cables permite la creación de complejas cadenas de efectos y permite a los dispositivos modularse unos a otros de modos creativos.
Reason puede grabar pistas de audio, pero no puede ser expandido con plug-ins de terceros.
Una versión con prestaciones limitadas de Reason conocida como Reason Adapted es incluida como software adicional con otros software de audio como Pro Tools LE. Esta versión restringe al usuario a cierto número de dispositivos. 
Reason 4 fue lanzado el 26 de septiembre de 2007. Mejoras a Reason incluyen a Thor, un sintetizador modular; RPG-8, un generador de arpegios programable en tiempo real; ReGroove, un editor de métrica y tempo; y una actualización completa del secuenciador de Reason que incluye cambios de tempo y métrica así como soporte para métrica compleja. También incluye automatización por vector (automatización en pistas y curvas de envolvente), un apartado para editar patrones, pistas que pueden ser organizadas por grupos (similar a las funciones presentes en Logic), conteo de compases, y la posibilidad de hacer varias tomas de la misma pista.
Reason 12 fue lanzado el 12 de septiembre de 2021 con importantes mejoras, como gráficos de alta resolución, permitiendo que todos los dispositivos se muestren en Full HD y se escalen automáticamente al tamaño ideal para la resolución y densidad de píxeles de cualquier monitor, con un zoom personalizado para adaptarse a cualquier flujo de trabajo. Además, se actualizó la herramienta combinator, volviéndola más personalizable. También se añadió un nuevo instrumento llamado Mimic, un sampleador más moderno y creativo. El 19 de diciembre de 2022 se lanzó una actualización que incluye soporte nativo para plugins VST3.